# محمود أباد (كليبر)
محمود أباد هي قرية في مقاطعة كليبر، إيران. عدد سكان هذه القرية هو 100 في سنة 2006.